# David Hyatt
Dave Hyatt (28 de junio de 1972) es un desarrollador de software estadounidense. Fue empleado por Apple Inc., (comenzó
el 15 de julio de 2002 ) donde era parte del equipo de desarrollo responsable del navegador web Safari y el kit de trabajo en grupo Webkit. Posteriormente trabajó en las comunicaciones de Netscape desde 1997 hasta el 2002, donde contribuyó en el desarrollo del navegador Firefox. Hyatt está acreditado con las implementaciones iniciales de la navegación por pestañas de las 3 aplicaciones. Escribió también las especificaciones de los lenguajes de programación XBL y XUL. Llevó a cabo sus estudios como graduado en la Rice University y se graduó en la universidad de Illinois, en Urbana-Champaign.